# Ville Heinola
Ville Heinola (Honkajoki, Finlandia, 2 de marzo de 2001) es un jugador profesional finlandés de hockey sobre hielo que se desempeña en la posición de defensor izquierdo en Winnipeg Jets, equipo de la National Hockey League (NHL).

## Carrera
Fue seleccionado en la primera ronda en la NHL Entry Draft de 2019. Hizo su debut profesional con el equipo Winnipeg Jets, donde lleva jugando cuatro temporadas.